# Protacheron philippinensis
Protacheron philippinensis is een insect uit de familie van de vlinderhaften (Ascalaphidae), die tot de orde netvleugeligen (Neuroptera) behoort. 
Protacheron philippinensis is voor het eerst wetenschappelijk beschreven door Van der Weele in 1904.